# Maja Škorić
Maja Škorić (in serbo Маја Шкорић?; Fiume, 10 novembre 1989) è una cestista serba.

## Carriera
Viene ingaggiata dalla Dinamo Sassari a dicembre 2021.
Con la Serbia ha disputato i Giochi olimpici di Tokyo 2020, i Campionati mondiali del 2022 e tre edizioni dei Campionati europei (2017, 2019, 2021).